# Affreux Vilains Martiens
 (janvier 2019).
Si vous disposez d'ouvrages ou d'articles de référence ou si vous connaissez des sites web de qualité traitant du thème abordé ici, merci de compléter l'article en donnant les références utiles à sa vérifiabilité et en les liant à la section « Notes et références ».
Affreux Vilains Martiens (Butt-Ugly Martians) est une série télévisée d'animation en 3D britannique en 26 épisodes de 25 minutes, créée par David Garber et diffusée entre le 19 février 2001 et le 21 février 2003 sur CITV, et au Canada à l'automne 2001 sur Teletoon.
Au Québec, la série a été diffusée à partir du 2 septembre 2002 sur Télétoon, et en France à partir du 3 septembre 2003 sur Télétoon+.

## Synopsis
Trois affreux vilains Martiens sont envoyés par leur empereur pour envahir la planète Terre, mais ils n'ont pas l'intention d'accomplir leur mission.

## Voix
- Virginie Kartner : Toutes les voix féminines

 Source et légende : version française (VF) sur RS Doublage

## Épisodes
1. Gorgon (Meet Gorgon)
2. Mike dans l'espace (Mike in Space)
3. La Théorie du Big Bang (Big Bang Theory)
4. Annihilator 5000
5. Muldoon au chômage
6. Jax le conquérant (Jax, the Conqueror)
7. Shaboom-Shaboom
8. Le Vrai Faux Rapport (Playback / Payback)
9. Gare au Koo Foo ! (Koo Foo)
10. Bobb et Bubb
11. Empereur Domajor (Emperor Damage)
12. Le Lavage de cerveau (Unbrainwashing Muldoon)
13. Les Aimables Vulnérables Martiens (Brothers from Another Planet)
14. Invasion planète Terre (You Bet Your Planet)
15. La Machine de guerre (Introducing… the Ultimate Infi-Knight)
16. La Chasse au Smarlick
17. Le Désatomisateur
18. La Partie de toget
19. Le Jeune Kraktonien
20. Les affreux font leur cinéma (This is… the Butt-Uglies)
21. Adieu Martiens ! (Better Off Without Us)
22. La Belle et la Bête (Thats No Puddle, That's Angela)
23. Pacte avec Jax (Let's Make a Deal)
24. Au revoir B. Bop (Bye Bye B-Bop)
25. Johnny Maboul
26. Le Jeu des météorites (Alien Games)